# Orto botanico di Torino
L'Orto botanico di Torino è un'istituzione del Dipartimento di Scienze della Vita e Biologia dei Sistemi dell'Università degli Studi di Torino con finalità didattico-scientifica. Sorge sulla sinistra orografica del fiume Po nelle vicinanze del Parco del Valentino, in una zona attualmente compresa nel territorio del Parco del Po Torinese. Interessante, all'interno del giardino, il percorso, organizzato per ipovedenti e non vedenti, formato da apposite schede in braille, poste accanto agli esemplari vivi che possono quindi essere toccati e sentiti in vari modi.

## Storia
Il "Regio Orto Botanico" di Torino venne istituito ufficialmente nel 1729, in concomitanza con la trasformazione della preesistente "Lettura dei semplici" nella nuova "Cattedra Ordinaria di Botanica" presso la Facoltà di Medicina dello "Studium" (cioè l'Università) di Torino.
Venne collocato sul sito del preesistente orto olitorio del re Vittorio Amedeo II di Savoia, vicino al palazzo della Madama Reale, Maria Cristina di Borbone-Francia (oggi Castello del Valentino).

Venne nominato come titolare della cattedra il medico Giuseppe Bartolomeo Caccia, il quale fu anche investito della carica di Prefetto del nascente Orto Botanico.
In realtà si hanno notizie di collezioni di piante vive in Piemonte già dagli anni sessanta del XVI secolo. In quegli anni, infatti, per iniziativa del Duca Emanuele Filiberto di Savoia venne istituita una "Lettura dei semplici", presso lo "Studium" di Mondovì (creato nel 1558).
Trasferita a Torino nel 1566, insieme allo Studium, la "Lettura dei semplici" subì una progressiva perdita di importanza (soprattutto durante la prima metà del Seicento) per effetto delle continue guerre tra Francia e Spagna, delle carestie, delle pestilenze e dell'impoverimento materiale e culturale che queste provocarono nei territori piemontesi.
Negli anni successivi al trattato di Utrecht (1713), Vittorio Amedeo II di Savoia diede il via ad un ambizioso progetto di riorganizzazione dello "Studium" di Torino ponendo le basi appunto per la nascita della Cattedra di Botanica e del Regio Orto Botanico.
Sotto la guida di Bartolomeo Giuseppe Caccia (che continuò fino alla sua morte, nel 1749), l'orto iniziò a trasformare le proprie finalità. 
Agli studi più classici della botanica (orientati principalmente all'individuazione delle proprietà medicinali delle specie vegetali), se ne affiancarono di nuovi, orientati verso un'indagine puramente conoscitiva delle specie spontanee del territorio e dei processi di introduzione e acclimatamento delle specie esotiche. Sotto la sua guida la collezione di piante vive raggiunse le 317 specie.
Nel 1750, per volere del re Carlo Emanuele III di Savoia, la direzione dell'orto passò a Vitaliano Donati, che continuò a far crescere il numero di specie floristiche coltivate (nel 1762 erano circa 1.200) grazie agli esemplari raccolti nei numerosi viaggi esplorativi sia in territorio piemontese che altrove.

Sotto la sua direzione, nel 1752, venne intrapresa l'opera di documentazione mediante disegni a tecnica mista matita e acquarello delle specie coltivate nell'Orto. Tale raccolta di illustrazioni pittoriche (proseguita fino al 1868) sarebbe stata poi fortemente incrementata dal suo successore, Carlo Allioni, e battezzata con il titolo Iconographia Taurinensis.  L'Iconographia Taurinensis è costituita da 64 volumi in cui sono riunite 7470 tavole, di mano di quattro pittori-botanici che operarono dal 1752 al 1868.
Nel 1762, alla morte di Donati, la cattedra e la direzione dell'Orto furono affidate, appunto, al medico Carlo Allioni, uno dei più importanti botanici del XVIII secolo, che era già stato allievo sia di Caccia che di Donati.
Anche Allioni si dedicò all'esplorazione botanica del territorio piemontese (che culminò nella stesura della "Flora Pedemontana") e sotto la sua direzione l'orto raggiunse le 4.500 specie.
Allioni iniziò anche a collezionare parte delle piante coltivate dopo averle essiccate (tali raccolte venivano chiamate exsiccata), ponendo così le basi dell'attuale erbario dell'Orto Botanico, l'Herbarium Universitatis Taurinensis.
Nel 1801, la cattedra di Botanica e la direzione dell'Orto passarono a Giovanni Battista Balbis, allievo di Allioni, il quale affiancò alla ricerca scientifica e alla raccolta nuove specie, una forte attenzione allo sviluppo di relazioni tra l'Orto Botanico torinese e le analoghe istituzioni europee.
Balbis, forte anche dei suoi trascorsi politici, riuscì a destare l'interesse del generale francese Menou, allora amministratore capo del dipartimento del Po. Gli aiuti concessi, uniti alla perizia e alla perseveranza del suo curatore, consentirono all'orto botanico di arricchirsi come specie coltivate e come strutture.

Durante i tredici anni del suo mandato, Balbis riuscì ad aumentare la raccolta delle piante di ben 1.900 specie, anche grazie alla fitta corrispondenza intrattenuta con i più rinomati botanici e le organizzazioni scientifiche d'Europa (a molte delle quali fu, tra l'altro, ammesso come membro).

## Direttori
- 1. Giuseppe Bartolomeo Caccia (1729-1749)
- 2. Vitaliano Donati (1750-1762)
- 3. Carlo Allioni (1762-1781)
- 4. Giovanni Pietro Maria Dana (1781-1801)
- 5. Giovanni Battista Balbis (1801-1814)
- 6. Giovanni Biroli (1815-1817)
- 7. Carlo Matteo Capelli (1817-1831)
- 8. Giuseppe Giacinto Moris (1831-1869)
- 9. Giovanni Battista Delponte (1870-1878)
- 10. Giovanni Arcangeli (1879-1883)
- 11. Giuseppe Gibelli (1883-1898)
- 12. Oreste Mattirolo (1899-1932)
- 13. Carlo Cappelletti (1932-1948)

Direzione vacante (1948-1951)
- 14. Beniamino Peyronel (1951-1960)
- 15. Arturo Ceruti (1960-1981)
- 16. Silvano Scannerini (1981-1988)
- 17. Franco Montacchini (1988-1995)
- 18. Rosanna Caramiello (1995-2012)
- 19. Consolata Siniscalco (2012-)

Dal 2000 la carica è stata separata da quella di direttore del Dipartimento (Istituto botanico fino al 1982), nominando fino al 2009 un responsabile scientifico dell'Orto botanico e, successivamente, un direttore dell'Orto.